# Невизек
Невизе́к (перс. نویزک‎) — село на севере Ирана, в остане Альборз. Входит в состав шахрестана Талекан. Является частью дехестана (сельского округа) Миан-Талекан бахша Меркези.

## География
Село находится в северо-западной части Альборза, в горной местности южного Эльбурса, на расстоянии приблизительно 36 километров к северо-северо-западу (NNW) от Кереджа, административного центра провинции. Абсолютная высота — 2044 метра над уровнем моря.

## Население
По данным переписи 2006 года население села составляло 302 человека (152 мужчины и 150 женщин). В Невизеке насчитывалось 56 семей. Уровень грамотности населения составлял 90,4 %. Уровень грамотности среди мужчин составлял 92,11 %, среди женщин — 88,67 %.